# Méron Tremblay
Pour les articles homonymes, voir Tremblay et Meron (homonymie).
Méron Tremblay est un homme politique canadien français, né le 15 avril 1830 aux Éboulements et mort à Chicoutimi le 16 avril 1900 le lendemain de son 70e anniversaire. Il fut le premier maire de Chicoutimi et pionnier de la colonisation au Saguenay et à Chicoutimi.

## Biographie
Méron Tremblay dit « Pierriche » est le fils d'Antoine et Madeleine Tremblay. Il commence sa vie professionnelle comme instituteur à Saint-Irénée après avoir obtenu son brevet d'enseignement en 1852. Avant son départ pour le Saguenay, il épouse Louise Tremblay, morte très jeune en 1860, fille d'Alexis Tremblay et Josephte Duguay, de La Malbaie ; arrivé à Chicoutimi vers 1856, Méron Tremblay devient arpenteur auprès de son beau-frère, Pierre-Alexis Tremblay. Méron Tremblay était aussi le beau-frère de John Guay, maire de Chicoutimi (1860-1870), fondateur du journal le Progrès du Saguenay et considéré comme l'homme le plus riche du Saguenay après William Evan Price.
Méron Tremblay « fut le premier maire de la ville de Chicoutimi, et ce conseil se plaît à reconnaître les services qu'il a rendus dans l'exercice de ses fonctions municipales », lit-on dans la résolution de condoléances du conseil municipal de Chicoutimi publiée dans le Progrès du Saguenay, qui ajoute que Méron Tremblay « fut l'un des pionniers de la colonisation dans cette contrée et Chicoutimi perd en lui l'un de ses principaux hommes d'affaires, l'un de ses citoyens les plus intègres et les plus honorables, jouissant de l'estime, du respect et de la confiance de ses concitoyens (...) ».
Écuyer, marchand et entrepreneur énergique, Méron Tremblay est propriétaire de l'une des plus belles fermes de la région, située dans le rang Saint-Paul, le long du Bassin de la rivière Chicoutimi ; il ouvre un magasin-général et obtient le mandat de tenir un bureau de poste à la même enseigne.
Nommé Commissaire pour l'érection civile des paroisses du diocèse de Chicoutimi, il est élu successivement maire du village incorporé de Chicoutimi de 1878 à 1879 et maire de la Ville de Chicoutimi de 1879 à 1881.
Le premier conseil de la ville de Chicoutimi est composé des personnes suivantes : Méron Tremblay, maire, et des conseillers municipaux Édouard Savard, Georges Bilodeau, Honoré Martel, L.-E. Beauchamp, Melchiade Claveau et Michel Caron.

## Fonds d'archives
Les fonds d'archives de Méron Tremblay sont conservés à Bibliothèque et Archives nationales du Québec,.